# Ustnik (województwo warmińsko-mazurskie)
Ustnik (niem.  Lichtenhagen) – osada w Polsce położona w województwie warmińsko-mazurskim, w powiecie olsztyńskim, w gminie Jeziorany. Siedziba sołectwa.
W latach 1975–1998 miejscowość administracyjnie należała do województwa olsztyńskiego. Osada znajduje się w historycznym regionie Warmia.
Majątek ziemski w XVII w. był w posiadaniu rodu von der Damerau Dambrowski, w XVIII w. von Troschke. W końcu XIX w. należał do rodziny Kahsnitz. W początku XX w. został podzielony na dwa mniejsze majątki i z tego powodu równolegle do pierwszego ale w głębi podwórza wzniesiono drugi dwór. Starszy dwór jest parterowy, przykryty dachem naczółkowym a wejście poprzedzone jest tarasem, obecnie dwór w remoncie. Drugi dwór jest większy, dwukondygnacyjny, przykryty dachem dwuspadowym. W elewacji frontowej wieloboczny ryzalit, kryty spiczastym daszkiem. Dwór zamieszkany.

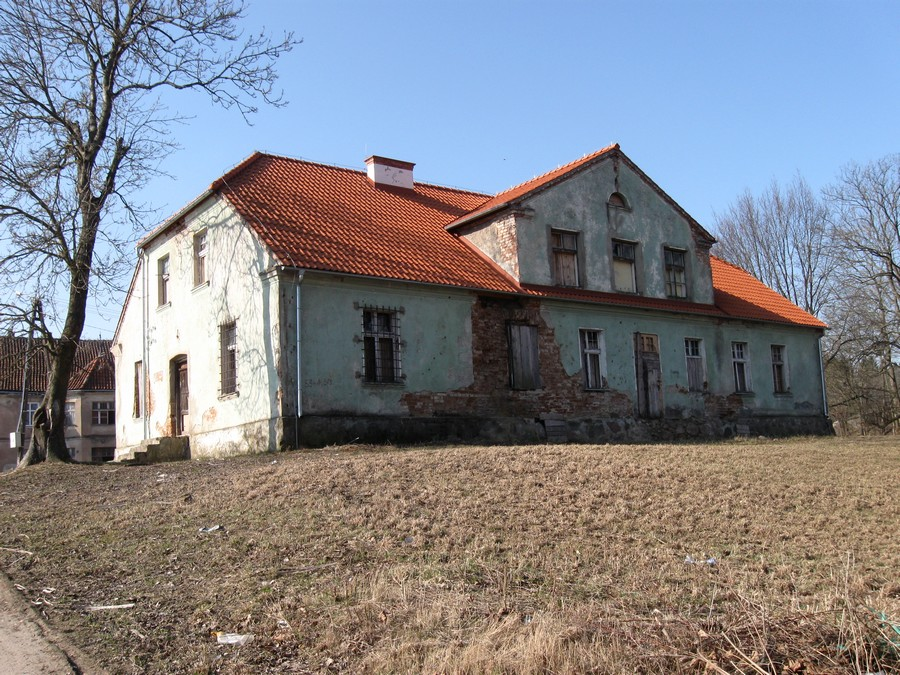
Starszy dwór w Ustniku